# Triforis epallaxa
Triforis epallaxa är en snäckart som först beskrevs av Sir Joseph Cooke Verco 1909.  Triforis epallaxa ingår i släktet Triforis och familjen Triforidae. Inga underarter finns listade i Catalogue of Life.